# 納傑法巴德
納傑法巴德（羅馬化：Najafābād [nædʒæfɒːˈbɒːd]）是伊朗的城市，位於該國中部，由伊斯法罕省負責管轄，距離首府伊斯法罕28公里，海拔高度1,652米，是該地區的農產品貿易中心，2007年人口234,401。

## 外部連結
- Najafabad Forums